# Paddträsket
Paddträsket är en sjö i Norrtälje kommun i Uppland och ingår i Norrtäljeån-Åkerströms kustområde. Sjön är 3,5 meter djup, har en yta på 0,039 kvadratkilometer och befinner sig 15,2 meter över havet.